# Loud Luxury
Loud Luxury è un duo musicale canadese formatosi nel 2012. È composto dai DJ Andrew Fedyk e Joe Depace.

## Storia del gruppo
Formatosi a London, il duo ha visto la svolta commerciale grazie al singolo Body, realizzato con la partecipazione vocale del cantante statunitense Brando, che ha conquistato la 3ª posizione della Canadian Hot 100, ottenendo il disco di diamante dalla Music Canada con oltre 800 000 unità di vendita in suolo canadese. Il successo del brano ha fruttato al duo due candidature ai Juno Awards, il principale riconoscimento dell'industria musicale canadese, trionfando nella categoria di registrazione dance dell'anno.
Nel 2020 è uscito il loro primo EP Nights like This, trainato da Cold Feet, l'omonimo singolo e Gummy, che è entrato nella Canadian Albums alla 55ª posizione, ricavando una certificazione d'oro per le 40 000 unità equivalenti.

## Discografia

### EP
- 2020 – Nights like This
- 2021 – Holiday Hills

### Singoli
- 2015 – All for You (feat. Kaleena Zanders)
- 2016 – Going Under (con Borgeous)
- 2017 – Fill Me In (con Ryan Shepherd)
- 2017 – Show Me (feat. Nikki's Wives)
- 2017 – Body (feat. Brando)
- 2018 – Sex like Me (feat. Dyson)
- 2018 – Love No More (con Anders)
- 2020 – Cold Feet
- 2020 – Gummy (feat. Brando)
- 2020 – Nights like This (con Cid)
- 2020 – Like Gold (con Frank Walker feat. Stephen Puth)
- 2020 – Amnesia (con Ship Wreck feat. Gashi)
- 2021 – Turning Me Up (con Issam Alnajjar e Ali Gatie)
- 2021 – Red Handed (con Thutmose)
- 2021 – Wasted (feat. Wav3pop)
- 2021 – Safe with Me (feat. Drew Love)
- 2021 – Mistakes (con i Cat Dealers)
- 2021 – Lemons (feat. Tyler Mann)
- 2022 – These Nights (feat. Kiddo)
- 2022 – Afterparty (con Hook n Sling)
- 2023 – Next to You (con i DVBBS e Kane Brown)
- 2023 – If Only I (con Two Friends e Bebe Rexha)
- 2023 – Young & Foolish
- 2024 – Cool like That (feat. Bobby Shmurda)
- 2025 – Crash